# Спрінгдейл (Вісконсин)
Спрінгдейл (англ. Springdale) — місто (англ. town) в США, в окрузі Дейн штату Вісконсин. Населення — 2056 осіб (2020).

## Демографія
Згідно з переписом 2010 року, у місті мешкали 1904 особи в 717 домогосподарствах у складі 579 родин. Було 756 помешкань
Расовий склад населення:
| - 97,4 % — білих - 0,5 % — чорних або афроамериканців - 0,4 % — азіатів - 0,2 % — корінних американців - 0,1 % — вихідців з тихоокеанських островів |

До двох чи більше рас належало 0,7 %. Частка іспаномовних становила 1,5 % від усіх жителів.
За віковим діапазоном населення розподілялося таким чином: 24,2 % — особи молодші 18 років, 62,8 % — особи у віці 18—64 років, 13,0 % — особи у віці 65 років та старші. Медіана віку мешканця становила 45,3 року. На 100 осіб жіночої статі у місті припадало 109,7 чоловіків;  на 100 жінок у віці від 18 років та старших — 106,3 чоловіків також старших 18 років.
Середній дохід на одне домашнє господарство  становив 120 933 долари США (медіана — 91 467), а середній дохід на одну сім'ю — 132 703 долари (медіана — 105 114). Медіана доходів становила 64 231 долар для чоловіків та 54 219 доларів для жінок. За межею бідності перебувало 2,1 % осіб, у тому числі 2,0 % дітей у віці до 18 років та 2,3 % осіб у віці 65 років та старших.
Цивільне працевлаштоване населення становило 1191 особа. Основні галузі зайнятості: освіта, охорона здоров'я та соціальна допомога — 22,3 %, науковці, спеціалісти, менеджери — 13,2 %, виробництво — 11,2 %, фінанси, страхування та нерухомість — 10,5 %.